# Джочи-Хасар
Хасар (монг. Хасар?, ᠬᠠᠰᠠᠷ?; или Джочи-Хасар; монг. Жочи Хасар?, ᠵᠣᠴᠢ
ᠬᠠᠰᠠᠷ?; 1164? — 1213/1219) — сын Есугея и Оэлун, родной (младший) брат Чингисхана. За легендарную меткость при стрельбе из лука его ещё называли Хабуту-Хасар (монг. Ховт Хасар, «Хасар-лучник»).

## Биография
Хасар был верным соратником Чингисхана, делил с ним все невзгоды и радости. Именно благодаря мнимому предательству Хасара Чингисхану удалось в 1203 году поймать в ловушку хана кэрэитов Ван-хана и одержать решающую победу в деле объединения монгольских племён под единым началом. Лишь однажды он отдалился от Чингисхана — когда шаману Кокочу удалось на короткое время рассорить ханскую семью.
Когда Чингисхан разделил свою империю на улусы, то Хасару был выделен улус к западу от хребта Большой Хинган, между реками Аргунь и Хайлар.
Из потомства братьев Чингисхана только потомки Хасара получили права царевичей (остальные вошли в состав аристократии). Известен случай, когда в 1336 году на престол Табаристана был возведён потомок Хасара по имени Тога-Тимур. Однако в действительности даже в самой Монголии на потомков Хасара смотрели косо, как бы не совсем признавая их равноправными царевичами.

## Потомки
Борджигины, хиад-боржигины среди калмыков и других ойратских народов происходят от Хабуту-Хасара (калм. Хавт Хаср). Сказания о дербен-ойратах, в которых описывается генеалогия знатных родов, показывает, что хошутские князья, а следовательно, и их современные потомки ведут свой род от брата Чингисхана Хабуту-Хасара.
Потомком Хабуту-Хасара являлся хошутский тайши Хан-Нойон Хонгор, отец знаменитых «пятерых тигров»: Байбагаса-Батура, Кундулен-Убуши, Гуши-хана, Засакту-Чинг-Батура и Буян-Хатун-Батура.

## В культуре
Хасар стал персонажем романа И. К. Калашникова «Жестокий век» (1978).